# Desmiphora laterialba
Desmiphora laterialba är en skalbaggsart som beskrevs av Stefan von Breuning 1942. Desmiphora laterialba ingår i släktet Desmiphora och familjen långhorningar. Inga underarter finns listade i Catalogue of Life.